# 전진선 (1959년)
전진선(全振先, 1959년 12월 17일~)은 대한민국의 정치인이다. 제42대 경기도 양평군수(민선 8기)이다.

## 학력
- 지제국민학교(졸업)
- 지평중학교(졸업)
- 인하대학교 사범대학 부속고등학교(졸업)
- 동국대학교(경찰행정학 학사)
- 동국대학교 행정대학원(공안행정학 석사)

## 경력
- 인천지방경찰청 경무과장
- 2012.07~2014.01: 제63대 영동경찰서 서장
- 2014.01~2015.07: 제17대 인천국제공항경찰대 대장
- 2015.07~2016.03: 제66대 양평경찰서 서장
- 2017.06~2018.02: 제66대 여주경찰서 서장
- 2018.07~2022.06: 제8대 양평군의회 의원
  - 제8대 양평군의회 의장
- 2022.07~: 제42대 민선 8기 경기도 양평군수
- ~2024.06: 경기도시장군수협의회 부회장

## 역대 선거 결과
|  | 15.67% |

|  | 54.66% |

| 전임 정동균 | 제42대 경기도 양평군수 2022년 7월 1일~ |  |